# Listă de actori turci
Aceasta este o listă de actori turci:

Cuprins: Început - 0–9 A B C D E F G H I J K L M N O P Q R S T U V W X Y Z

## A
- Scarlat Bogdan
- Afife Jale
- Ahmet Mümtaz Taylan
- Ahu Tuğba
- Ahu Türkpençe
- Ajda Pekkan
- Ali Düșenkalkar
- Ali Șen
- Aliye Rona
- Alp Kırșan
- Altan Erkekli
- Aras Bulut İynemli
- Arda Kural
- Arzu Yanardağ
- Arzum Onan
- Aslı Tandoğan
- Ata Demirer
- Atıf Yılmaz
- Aydan Șener
- Ayhan Ișık
- Aykut Oray
- Ayla Algan
- Aysun Kayacı
- Ayșegül Aldinç
- Ayșen Gruda
- Ayșegül Günay
- Aytaç Arman
- Azra Akın
- Aslı Enver

- Bariș Falay
- Burak Özçivit
- Barıș Akarsu
- Barıș Manço
- burcu biricik
- Bașak Köklükaya
- Begüm Kütük
- Bergüzar Korel
- Beren Saat
- Berrak Tüzünataç
- Beyazıt Öztürk
- Binnur Kaya
- Birol Ünel
- Bülent Çetinaslan
- Bülent Oran
- Bugra Gulsoy

## C
- Cahide Sonku
- Caner Cindoruk
- Cansel Elçin
- Cansu Dere
- Cem Yılmaz
- Cemal Hünal
- Cengiz Küçükayvaz
- Ceyda Ateș
- Coșkun Göğen
- Cüneyt Arkın

## Ç
- Çağan Irmak
- Çağla Kubat
- Çetin Tekindor
- Çolpan İlhan
- Çağatay Ulusoy

## D
- Demet Akalın
- Demet Akbağ
- Demet Evgar
- Deniz Akkaya
- Deniz Çakır
- Derya Alabora
- Didem Erol
- Doğa Bekleriz
- Dolunay Soysert

## E
- Ece Erken
- Eda Özerkan
- Ediz Hun
- Ekrem Bora
- ￼Ekin Koç
- Elçin Sangu
- Emel Sayın
- Emre Altuğ
- Engin Altan Düzyatan
- Engin Günaydın
- Ercan Yazgan
- Erdal Beșikçioğlu
- Erdal Özyağcılar
- Erkan Can
- Erol Keskin
- Erol Günaydın
- Erol Taș
- Ertem Eğilmez
- Esin Varan
- Eșref Kolçak
- Ezel Akay
- Ezgi Asaroğlu

## F
- Fahriye Evcen
- Fatma Girik
- Ferhan Șensoy
- Feri Cansel
- Fikret Hakan
- Fikret Kușkan
- Filiz Akın

## G
- Gamze Özçelik
- Gazanfer Özcan
- Genco Erkal
- Gökhan Keser
- Göksel Arsoy
- Gönül Yazar
- Gül Gölge
- Gülben Ergen
- Gülse Birsel
- Gülșen Bubikoğlu
- Güven Hokna
- Güven Kıraç

## H
- Haldun Boysan
- Haldun Dormen
- Hale Soygazi
- Halit Akçatepe
- Halit Ergenç
- Halil Ergün
- Haluk Bilginer
- Haluk Piyes
- Hande Ataizi
- Hatice Aslan
- Hayati Hamzaoğlu
- Hazal Kaya
- Hulusi Kentmen
- Hülya Avșar
- Hülya Koçyiğit
- Hümeyra Akbay
- Hüseyin Köroğlu

## I
- Itır Esen

## İ
- İdil Fırat
- İhsan Yüce
- İsmail Hacıoğlu
- İzzet Günay

## K
- Kadir İnanır
- Kartal Tibet
- Kemal Sunal
- Kenan Çoban
- Kenan İmirzalıoğlu
- Kevork Malikyan
- Kıvanç Tatlıtuğ
- Korhan Abay
- Kutsi[necesită dezambiguizare]

## L
- Lale Oraloğlu
- Levent Kazak
- Levent Üzümcü

## M
- Mahsun Kırmızıgül
- Mazhar Alanson
- Mehmet Ali Erbil
- Mehmet Aslantuğ
- Mehmet Günsür
- Melih Ekener
- Melis Birkan
- Meltem Cumbul
- Memet Ali Alabora
- Melisa Sözen
- Memduh Ün
- Mert Öcal
- Merve Boluğur
- Merve Sevi
- Meryem Uzerli
- Metin Akpınar
- Mine Teber
- Murat Yıldırım
- Murat Han
- Musa Uzunlar
- Muzaffer Tema
- Müjde Ar
- Mümtaz Sevinç
- Münir Özkul

## N
- Naz Elmas
- Nebahat Çehre
- Necati Șașmaz
- Nefise Karatay
- Nehir Erdoğan
- Nejat İșler
- Nur Fettahoğlu
- Nur Sürer
- Nurgül Yeșilçay
- Nuri Bilge Ceylan

## O
- Okan Bayülgen
- Okan Yalabık
- Oktay Kaynarca
- Olgun Șimșek
- Orhan Gencebay
- Osman F. Seden
- Osman Sınav
- Ozan Güven

## Ö
- Öner Erkan
- Özge Özberk
- Özgü Namal
- Özgür Çevik
- Özkan Uğur
- Özlem Conker
- Öztürk Serengil
- Özge Özpirinçci

## P
- Peker Açıkalın
- Pelin Batu
- Pelin Karahan
- Perran Kutman

## S
- Sadri Alıșık
- Salih Güney
- Sanem Çelik
- Savaș Dinçel
- Seda Sayan
- Sedef Avcı
- Selim Erdoğan
- Selin Demiratar
- Selma Ergeç
- Seren Serengil
- Serenay Sarıkaya
- Serhan Yavaș
- Serhat Tutumluer
- Sevda Dalgıç
- Sevinç Erbulak
- Sıtkı Akçatepe
- Sibel Can
- Sibel Kekilli
- Sinan Albayrak
- Sinan Tuzcu
- Sinem Kobal
- Songül Öden
- Steve Plytas
- Sümer Tilmaç

## Ș
- Șafak Sezer
- Șahan Gökbakar
- Șebnem Dönmez
- Șebnem Sönmez
- Șenay Gürler
- Șener Șen
- Șerif Sezer
- Șevval Sam

## T
- Tamer Karadağlı
- Tamer Yiğit
- Taner Birsel
- Tardu Flordun
- Tarık Akan
- Teoman
- Tim Seyfi
- Timuçin Esen
- Tolga Çevik
- Tuba Büyüküstün
- Tuba Ünsal
- Tuncel Kurtiz
- Tunç Bașaran
- Turgay Tanülkü
- Turgut Özatay
- Türkan Șoray

## U
- Uğur Polat
- Uğur Yücel

## V
- Vildan Atasever

## Y
- Yaman Okay
- Yaprak Özdemiroğlu
- Yasemin Kozanoğlu
- Yavuz Turgul
- Yelda Reynaud
- Yeșim Büber
- Yetkin Dikinciler
- Yıldız Kaplan
- Yıldız Kenter
- Yılmaz Erdoğan
- Yılmaz Güney
- Yiğit Özșener

## Z
- Zeki Alasya
- Zeki Müren
- Zeynep Değirmencioğlu
- Zuhal Olcay